# Helina toga
Helina toga este o specie de muște din genul Helina, familia Muscidae, descrisă de John Otterbein Snyder în anul 1949.
Este endemică în Michigan. Conform Catalogue of Life specia Helina toga nu are subspecii cunoscute.